# Франс Блом

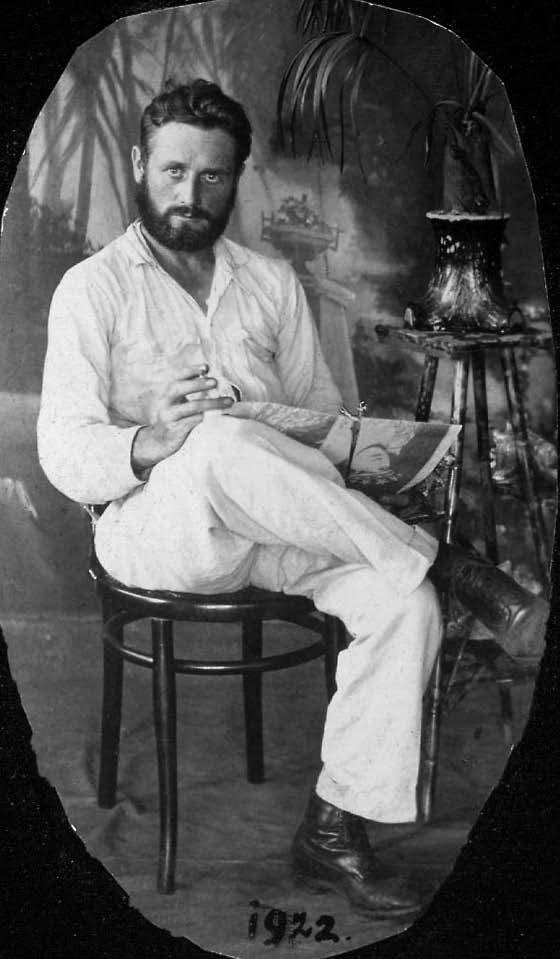
Франс Блом в 1922 році.

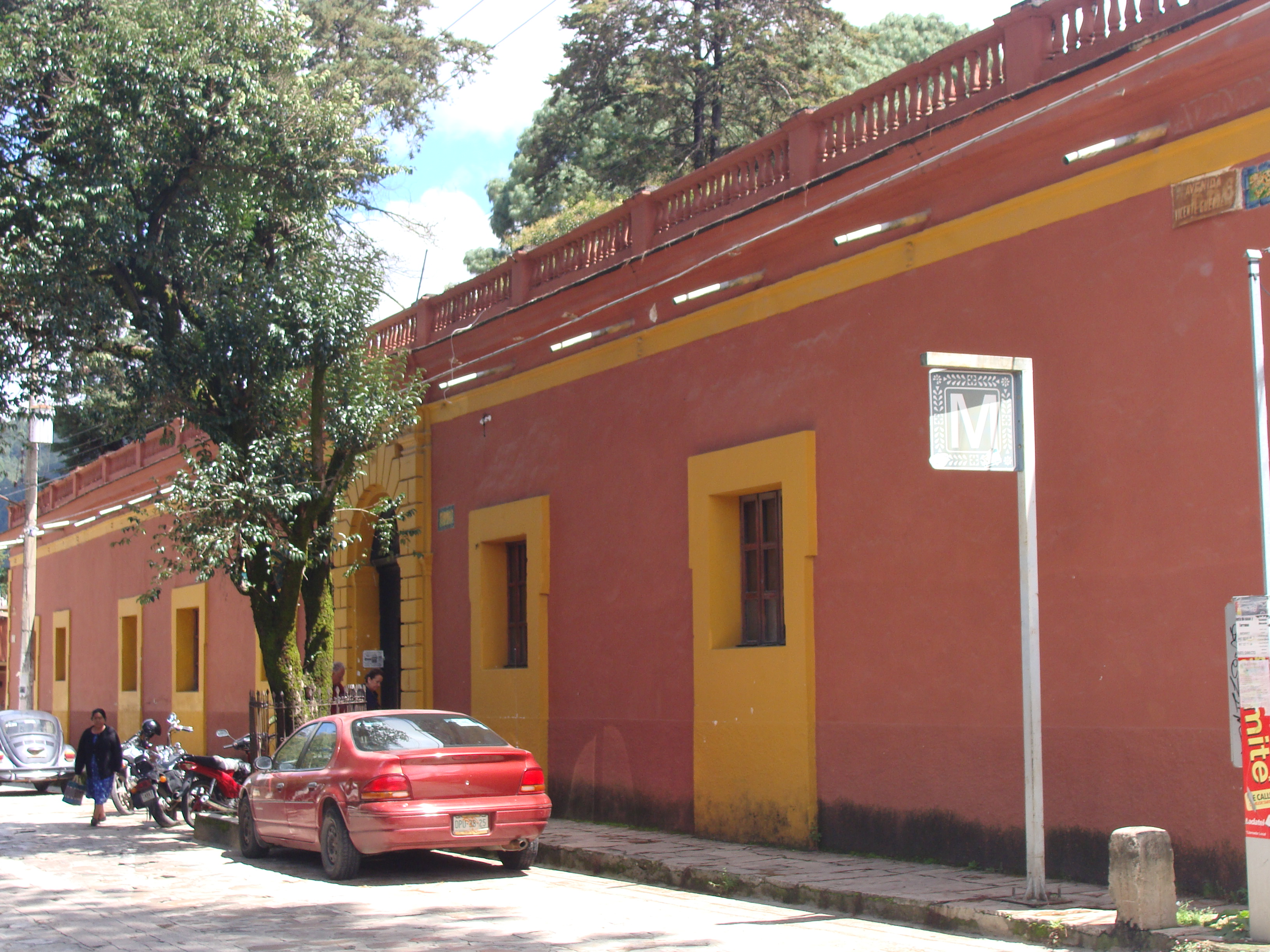
Каса На Болом

Франс Блом (9 серпня 1893 — 23 червня 1963) — данський дослідник і археолог. Найбільш відомий за свої дослідження цивілізації мая в Мексиці та Центральній Америці.

## Біографія
Франц Фердинанд Блом народився в Копенгагені, Данія, в родині середнього класу купців антикваріату. Він склав зрілий іспит в Рунгстеді і здобув торговельну освіту в Німеччині та Бельгії.
Захоплювався подорожами. В 1919 році дістався Мексики й знайшов там роботу в нафтовій промисловості, складаючи карти та геологічны обстеження штату Веракрус, Табаско та Чіапас. Подорожуючи у віддалених місцях мексиканських джунглів, він зацікавився руїнами мая, з якими стикався там, де працював. Він почав малювати та документувати ці руїни. Після того, як він показав свою роботу Національному музею антропології (Мексика), отримав від нього фінансування деяких своїх експедицій.
У 1922 році він міг покинути нафтову промисловість після нападу малярії . Він зустрів американського археолога та мезоамериканського вченого Сильвана Г. Морлі (1883—1948), який проводив польові роботи в Мексиці та Центральній Америці. Морлі привіз Блома до Гарвардського університету в Кембриджі, штат Массачусетс, де він навчався археології впродовж 1922—1923 років.
З 1923 року викладав в університеті Тулейна в Новому Орлеані. За цей час він здійснив кілька експедицій до Мезоамерики. У 1923 р. його дослідження в Паленке задокументували ряд особливостей, якими знехтували попередні дослідники.
У 1924 році Блом проводив археологічні розкопки мая в Уаксактуні в Гватемалі . Під час досліджень навколо Тегуантепецького перешийоку він написав одні з перших наукових звітів про цивілізацію Олмеків. Впродовж 1925 року він подорожував разом з американським антропологом Олівером Ла Фарджем (1901—1963) до того, що сьогодні відомо як ольмецьке серце. У 1926 році він був призначений керівником новоствореного Департаменту середньоамериканських досліджень Тулена.
У 1932 році він одружився з американкою Мері Томас, але через шість років вони розлучилися. Блом почав вживати алкоголь, що згодом змусило його піти з університету. Блом переїхав до Мексики, де в 1943 році познайомився зі швейцарською фотографинею Гертруду «Труді» Дубі (1901—1993), з якою згодом одружився.
У 1950 році Блумс придбав великий будинок у Сан-Кристобаль-де-лас-Касасі. Цей будинок називалиCasa Na Bolom — «Будинок Блома або Ягуара». Блом перетворив будинок на культурний та науковий центр із кімнатами для відвідувачів, а Гертруда продовжувала підприємство десятки років після смерті Франса. Будинок став домашньою базою для експедицій та археології, таких як сусідній Моксвікіль та відомі експедиції в джунглі Лакандону. Блом продовжував проводити експедиції для уряду Мексики.
Блом помер у 1963 році у 70-річному віці у Сан-Кристобаль-де-лас-Касасі у Чіапасі, Мексика . Нині його колишня резиденція функціонує як музей На Болом.

## Відомі твори
- I de store Skove: Breve fra Meksiko (1923)
- Племена і храми (англ. Tribes and Temples) (1926—1927)
- Підкорення Юкатану (англ. Conquest of Yucatan)(1936)
- La selva Lacandona (1955), з Гертрудою Дубі

## Інші джерела
- Brunhouse, Robert L. (1975). Pursuit of the Ancient Maya: Some Archaeologists of Yesterday. University of New Mexico Press. с. 168-214.
- Johansen, Steen (2003). Fra jaguarens hus - en beretning om mayaforskeren Frans Blom. Spring. ISBN 87-90326-51-2..
- Leifer, Tore; Jesper Nielsen; Toke Sellner (2002). Reunert: Det urolige blod - Biografi om Frans Blom. Høst & Søn. ISBN 87-14-29826-0..
- Leifer, Tore; Nielsen, Jesper; Sellner Reunert, Toke (2017). Restless Blood: Frans Blom, Explorer and Maya Archaeologist. Middle America Research Institute.